# Saint-Michel (Aisne)
Saint-Michel è un comune francese di 3 580 abitanti situato nel dipartimento dell'Aisne della regione dell'Alta Francia. Nel suo territorio comunale ha sede l'antica Abbazia di San Michele in Thiérache.
È un comune dell'antica regione della Thiérache.

## Società

### Evoluzione demografica
Abitanti censiti

## Monumenti e luoghi d'interesse
- Abbazia di San Michele in Thiérache.